# EURO 2012 Kvalifikation, Gruppe I
UEFA EURO 2012 Kvalifikation, Gruppe I er niende gruppe ud af ni, i kvalifikationen til EURO 2012 i Polen/Ukraine.

## Stilling
| Forklaring                                                 |
| ---------------------------------------------------------- |
| Kvalificeret direkte til Europamesterskabet i fodbold 2012 |
| Kvalificeret til play-off                                  |

| Pos | Hold          | K | V | U | T | +  | -  | D   | P  |
| --- | ------------- | - | - | - | - | -- | -- | --- | -- |
| 1   | Spanien       | 8 | 8 | 0 | 0 | 26 | 6  | +20 | 24 |
| 2   | Tjekkiet      | 8 | 4 | 1 | 3 | 12 | 8  | +4  | 13 |
| 3   | Skotland      | 8 | 3 | 2 | 3 | 9  | 10 | -1  | 11 |
| 4   | Litauen       | 8 | 1 | 2 | 5 | 4  | 13 | -9  | 5  |
| 5   | Liechtenstein | 8 | 1 | 1 | 6 | 3  | 17 | -14 | 4  |

## Kampprogram
| 3. september 2010 21:15 UTC+3 |

| Litauen | 0–0     | Skotland |
| ------- | ------- | -------- |
|         | Rapport |          |

| S. Darius and S. Girėnas Stadion, Kaunas Tilskuere: 5.248 Dommer: Cüneyt Çakır (Tyrkiet) |

| 3. september 2010 20:45 UTC+2 |

| Liechtenstein | 0–4     | Spanien                                   |
| ------------- | ------- | ----------------------------------------- |
|               | Rapport | Torres 18', 54' · Villa 26' · Silva 62' · |

| Rheinpark Stadion, Vaduz Tilskuere: 6.100 Dommer: Bülent Yıldırım (Tyrkiet) |

| 7. september 2010 20:15 UTC+2 |

| Tjekkiet | 0–1     | Litauen      |
| -------- | ------- | ------------ |
|          | Rapport | Šernas 25' · |

| Andrův stadion, Olomouc Tilskuere: 12.038 Dommer: Alon Yefet (Israel) |

| 7. september 2010 20:00 UTC+1 |

| Skotland                   | 2–1     | Liechtenstein |
| -------------------------- | ------- | ------------- |
| Miller 62' · McManus 90+7' | Rapport | Frick 46' ·   |

| Hampden Park, Glasgow Tilskuere: 37.050 Dommer: Viktor Shvetsov (Ukraine) |

| 8. oktober 2010 20:15 UTC+2 |

| Tjekkiet   | 1–0     | Skotland |
| ---------- | ------- | -------- |
| Hubník 69' | Rapport |          |

| Synot Tip Arena, Prag Tilskuere: 14.922 Dommer: Ivan Bebek (Kroatien) |

| 8. oktober 2010 22:00 UTC+2 |

| Spanien                       | 3–1     | Litauen      |
| ----------------------------- | ------- | ------------ |
| Llorente 47', 56' · Silva 79' | Rapport | Šernas 54' · |

| Estadio El Helmántico, Salamanca Tilskuere: 16.800 Dommer: Gianluca Rocchi (Italien) |

| 12. oktober 2010 20:00 UTC+2 |

| Liechtenstein | 0–2     | Tjekkiet                    |
| ------------- | ------- | --------------------------- |
|               | Rapport | Necid 12' · V. Kadlec 29' · |

| Rheinpark Stadion, Vaduz Tilskuere: 2.555 Dommer: Stanislav Sukhina (Rusland) |

| 12. oktober 2010 20:00 UTC+1 |

| Skotland                       | 2–3     | Spanien                                         |
| ------------------------------ | ------- | ----------------------------------------------- |
| Naismith 58' · Piqué 67' (sm.) | Rapport | Villa 44' (str.) · Iniesta 55' · Llorente 79' · |

| Hampden Park, Glasgow Tilskuere: 51.322 Dommer: Massimo Busacca (Schweiz) |

| 25. marts 2011 22:00 UTC+1 |

| Spanien               | 2–1     | Tjekkiet     |
| --------------------- | ------- | ------------ |
| Villa 69', 73' (str.) | Rapport | Plašil 29' · |

| Estadio Nuevo Los Cármenes, Granada Tilskuere: 16.301 Dommer: Viktor Kassai (Ungarn) |

| 29. marts 2011 17:30 UTC+2 |

| Tjekkiet                 | 2–0     | Liechtenstein |
| ------------------------ | ------- | ------------- |
| Baroš 3' · M. Kadlec 70' | Rapport |               |

| Stadion Střelecký ostrov, České Budějovice Tilskuere: 6.600 Dommer: Ovidiu Alin Hategan (Rumænien) |

| 29. marts 2011 20:45 UTC+3 |

| Litauen          | 1–3     | Spanien                                     |
| ---------------- | ------- | ------------------------------------------- |
| Stankevičius 57' | Rapport | Xavi 19' · Kijanskas 70' (sm.) · Mata 83' · |

| S. Darius and S. Girėnas Stadion, Kaunas Tilskuere: 9.180 Dommer: Laurent Duhamel (Frankrig) |

| 3. juni 2011 19:30 UTC+2 |

| Liechtenstein           | 2–0     | Litauen |
| ----------------------- | ------- | ------- |
| Erne 7' · Polverino 36' | Rapport |         |

| Rheinpark Stadion, Vaduz Tilskuere: 1.886 Dommer: Artyom Kuchin (Kazakhstan) |

| 2. september 2011 18:00 UTC+3 |

| Litauen | 0–0     | Liechtenstein |
| ------- | ------- | ------------- |
|         | Rapport |               |

| S. Darius and S. Girėnas Stadion, Kaunas Tilskuere: 3.500 Dommer: Ken Henry Johnsen (Norge) |

| 3. september 2011 15:00 UTC+1 |

| Skotland                  | 2–2     | Tjekkiet                            |
| ------------------------- | ------- | ----------------------------------- |
| Miller 44' · Fletcher 82' | Rapport | Plašil 78' · M. Kadlec 90' (str.) · |

| Hampden Park, Glasgow Tilskuere: 51.564 Dommer: Kevin Blom (Holland) |

| 6. september 2011 20:00 UTC+1 |

| Skotland     | 1–0     | Litauen |
| ------------ | ------- | ------- |
| Naismith 50' | Rapport |         |

| Hampden Park, Glasgow Tilskuere: 34.071 Dommer: Kristinn Jakobsson (Islands fodboldforbund) |

| 6. september 2011 22:00 UTC+2 |

| Spanien                                                  | 6–0     | Liechtenstein |
| -------------------------------------------------------- | ------- | ------------- |
| Negredo 34', 37' · Xavi 44' · Ramos 52' · Villa 60', 79' | Rapport |               |

| Estadio Las Gaunas, Logroño Tilskuere: 15.660 Dommer: Harald Lechner (Østrig) |

| 7. oktober 2011 20:45 UTC+2 |

| Tjekkiet | 0–2     | Spanien                |
| -------- | ------- | ---------------------- |
|          | Rapport | Mata 6' · Alonso 23' · |

| Generali Arena, Prag Tilskuere: 17.873 Dommer: Paolo Tagliavento (Italien) |

| 8. oktober 2011 19:30 UTC+2 |

| Liechtenstein | 0–1     | Skotland            |
| ------------- | ------- | ------------------- |
|               | Rapport | Mackail-Smith 32' · |

| Rheinpark Stadion, Vaduz Tilskuere: 5.636 Dommer: Tom Harald Hagen (Norge) |

| 11. oktober 2011 20:45 UTC+2 |

| Spanien                   | 3–1     | Skotland                |
| ------------------------- | ------- | ----------------------- |
| Silva 6', 44' · Villa 54' | Rapport | Goodwillie 66' (str.) · |

| Estadio José Rico Pérez, Alicante Tilskuere: 27.559 Dommer: Stefan Johannesson (Sverige) |

| 11. oktober 2011 21:45 UTC+3 |

| Litauen           | 1–4     | Tjekkiet                                           |
| ----------------- | ------- | -------------------------------------------------- |
| Šernas 68' (str.) | Rapport | M. Kadlec 2' (str.), 85' (str.) · Rezek 16', 45' · |

| S. Darius and S. Girėnas Stadion, Kaunas Tilskuere: 4.000 Dommer: David Fernández Borbalán (Spanien) |